# Robert Gerhardt
Robert Buchanan "Bob" Gerhardt (ur. 3 października 1903 w Baltimore, zm. 23 stycznia 1989 w Erdenheim) – amerykański wioślarz, brązowy medalista olimpijski.
Wystąpił na igrzyskach olimpijskich w Paryżu w 1924, gdzie reprezentanci Stanów Zjednoczonych w składzie: Robert Gerhardt, Sidney Jelinek, Edward Mitchell, Henry Welsford i John Kennedy (sternik) zdobyli brązowy medal w czwórkach ze sternikiem. W finale wyprzedzili ich Szwajcarzy i Francuzi. Był to jego jedyny start olimpijski.
Z zawodu był agentem ubezpieczeniowym.